# Federazione italiana modellisti ferroviari e amici della ferrovia
La Federazione italiana modellisti ferroviari e amici della ferrovia (FIMF) è un'associazione italiana privata, senza fini di lucro, fondata da Italo Briano a Genova nel 1953, che ha per scopo la promozione dell'interesse per le ferrovie e i trasporti su rotaia e del modellismo ferroviario.

## Organizzazione
Comprende quali soci sia singoli appassionati, fermodellisti e feramatori, sia gruppi di appassionati associati alla federazione quali soci della stessa.
Suoi organi di stampa ufficiali sono stati dapprima la rivista Italmodel Ferrovie, periodico bimestrale e poi mensile edito dal 1951 al 1979 e poi il Bollettino FIMF, periodico bimestrale edito dal 1961.
È la rappresentante ufficiale in Italia della federazione delle associazioni nazionali europee MOROP.
Dopo la presidenza del Briano si successero alla sua dirigenza il baritono Gino Bechi, il dirigente dell'Azienda Tramviaria Municipale di Milano ingegner Ivo Angellini, il presidente del Museo nazionale della scienza e della tecnologia Leonardo da Vinci professor Francesco Ogliari, il dirigente generale delle Ferrovie dello Stato ingegner Piero Muscolino, poi succeduto dal suo vice-reggente Marco Icardi e, dal 2015, l'ingegnere chimico Antonello Lato, direttore del Museo del Treno dell'Associazione Culturale Amici delle Ferrovie, con sede in Montesilvano.
Il distintivo della FIMF fu disegnato, nel 1952, da Arnaldo Pocher.